# Bruchidius raddianae
Bruchidius raddianae is een keversoort uit de familie bladkevers (Chrysomelidae). De wetenschappelijke naam van de soort werd in 2003 gepubliceerd door Anton & Delobel.